# ائتلاف پاسخ برای توقف جنگ و پایان دادن به نژادپرستی

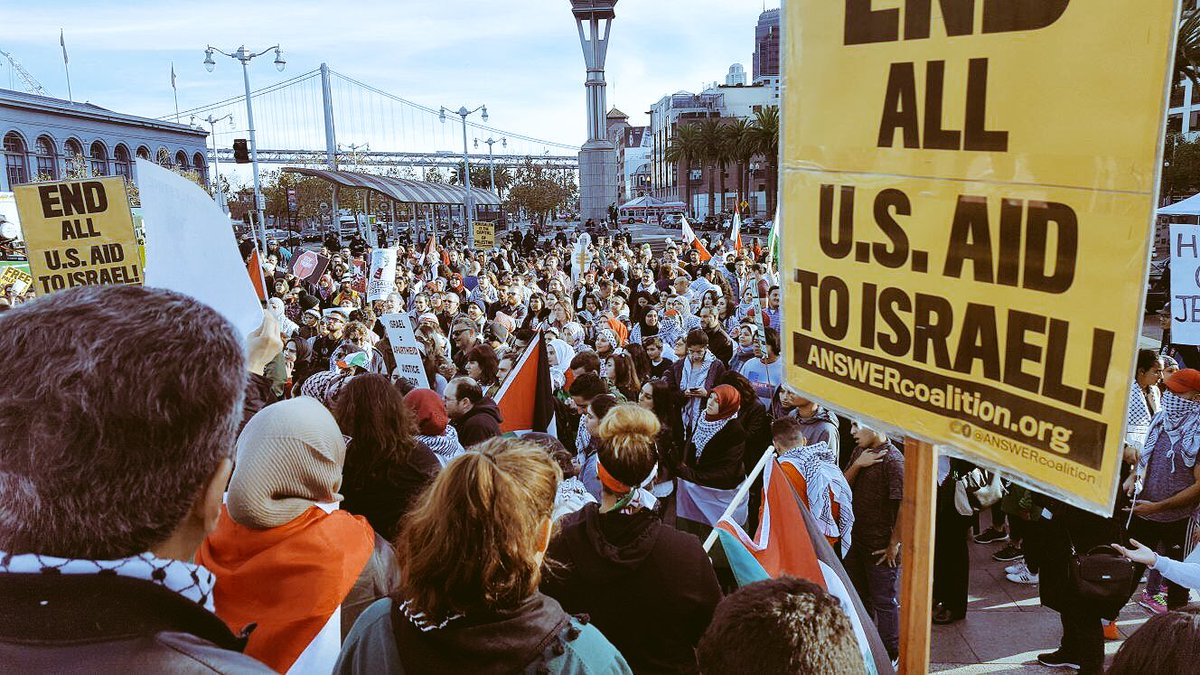
پلاکارد ائتلاف پاسخ در این راهپیمایی ۱۲ دسامبر ۲۰۱۷ طرفدار فلسطین در سانفرانسیسکو قابل مشاهده است.

اکنون برای توقف جنگ و پایان دادن به نژادپرستی (ANSWER)، که به نام‌های بین‌المللی پاسخ و ائتلاف پاسخ نیز شناخته می‌شود، یک گروه چتر اعتراضی مستقر در ایالات متحده است که متشکل از بسیاری از سازمان‌های ضد جنگ و حقوق مدنی است. ائتلاف پاسخ که در پی حملات ۱۱سپتامبر شکل گرفت، از آن زمان به سازماندهی بسیاری از بزرگترین تظاهرات ضد جنگ در ایالات متحده، از جمله تظاهرات صدها هزار نفری علیه جنگ عراق کمک کرده‌است.این گروه همچنین فعالیت‌هایی را پیرامون موضوعات مختلف سازماندهی کرده‌است، از بحث اسرائیل/فلسطین گرفته تا حقوق مهاجران و تامین اجتماعی تا استرداد لوئیس پوسادا کریلس.
ائتلاف پاسخ خود را ضد امپریالیست معرفی می‌کند و کمیته راهبری آن متشکل از سوسیالیست‌ها، کمونیست‌ها، مدافعان حقوق مدنی، و سازمان‌های چپ یا مترقی از جوامع مسلمان، عرب، فلسطینی، فیلیپینی، هائیتی و آمریکای لاتین است. بسیاری از سازمان‌دهندگان اصلی ائتلاف پاسخ در زمان تأسیس ائتلاف پاسخ با مرکز اقدام بین‌المللی و حزب جهانی کارگران ارتباط داشتند.
ائتلاف پاسخ به دلیل وابستگی‌ها، تاکتیک‌های خود در تظاهرات و رویکرد فرقه‌ای به کار مشترک ضد جنگ با انتقاد سایر گروه‌های ضد جنگ مواجه شده‌است. همچنین به دلیل سیاست ادعایی ضد صهیونیستی خود با انتقاد منابع مختلف مواجه شد.
مقر ملی این سازمان در واشینگتن دی سی است.

## اقدامات اعتراضی بزرگ

### ۲۰۰۱–۰۲
اولین اقدام مهم ائتلاف پاسخ در ۲۹ سپتامبر۲۰۰۱، تجمع و راهپیمایی سیاسی «ضد جنگ، ضد نژادپرستی» در واشینگتن دی سی بود که عمدتاً در اعتراض به تهاجم قریب‌الوقوع ایالات متحده به افغانستان بود. حدود ۸۰۰۰نفر شرکت کردند.
تظاهرات بزرگ بعدی ائتلاف پاسخ در ۲۰ آوریل۲۰۰۲ برگزار شد که طبق وب سایت ائتلاف پاسخ، ۱۰۰۰۰۰نفر را در بزرگترین تظاهرات طرفدار فلسطین در تاریخ ایالات متحده به واشینگتن کشاند. در ۲۶اکتبر همان سال، ائتلاف پاسخ تظاهراتی را علیه رای کنگره برای اجازه استفاده از زور علیه عراق برگزار کرد که طبق وب سایت آن ۱۰۰۰۰۰نفر در سانفرانسیسکو و ۲۰۰۰۰۰نفر در واشینگتن دی سی جمع شدند

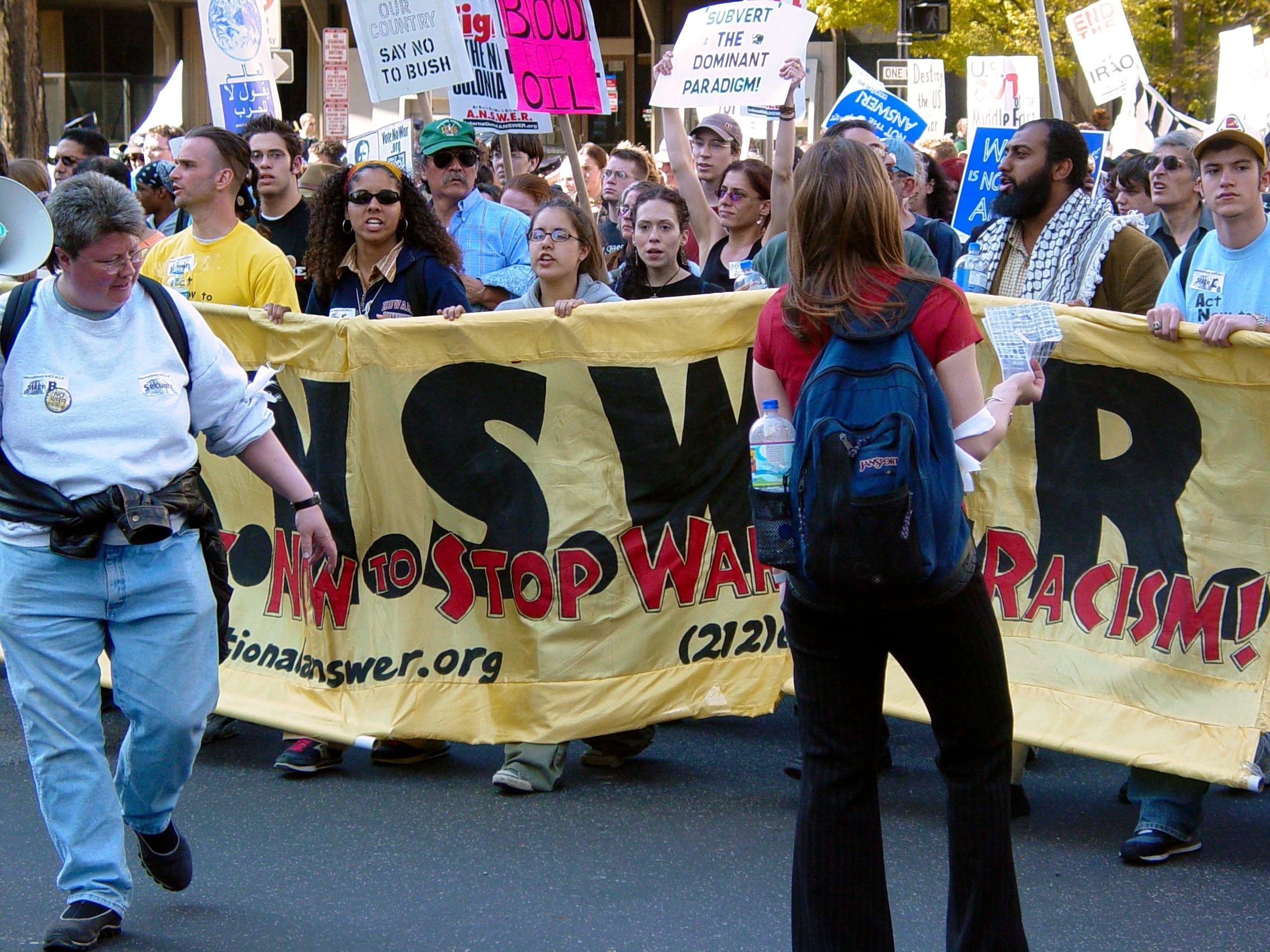
بنر پاسخ در سر راهپیمایی ۱۲ آوریل ۲۰۰۳ ضد جنگ در واشینگتن دی سی

### ۲۰۰۳–۰۴
به گفته وب سایت این گروه، ائتلاف پاسخ تظاهرات ضد جنگ را در ۱۸ ژانویه۲۰۰۳ در واشینگتن دی سی و سانفرانسیسکو نامید که هر کدام با حضور ۲۰۰۰۰۰نفر برگزار شد. ائتلاف پاسخ یکی از چندین گروهی بود که مؤلفه ایالات متحده در تظاهرات ضد جنگ جهانی ۱۵ فوریه۲۰۰۳ را سازماندهی کرد، که در سراسر جهان، بزرگترین تظاهرات ضد جنگی بود که تا کنون برگزار شده‌است. ائتلاف پاسخ از تظاهرات اضطراری درست قبل از شروع تهاجم ایالات متحده به عراق در ۱۵ مارس۲۰۰۳ حمایت کرد که طبق وب سایت آن، هر کدام ۱۰۰۰۰۰نفر در سانفرانسیسکو و واشینگتن حضور داشتند. با اتحاد برای صلح و عدالت (UFPJ)، در ۲۵اکتبر همان سال از تظاهرات ضد اشغالگری در واشینگتن حمایت کرد که باز هم طبق وب سایت این گروه، ۱۰۰۰۰۰ نفر را در واشینگتن بیرون آورد.
ائتلاف پاسخ خواستار تظاهرات ملی ضد جنگ، طرفداران فلسطینی و ضد هائیتی در ۲۰ مارس ۲۰۰۴،(اولین سالگرد تهاجم به عراق) شد) تظاهرات در نیویورک، با حمایت اتحاد برای صلح و عدالت، با شرکت ۱۰۰۰۰۰ نفر بر اساس وب سایت ائتلاف پاسخ برگزار شد. ائتلاف پاسخ در راهپیمایی برای زندگی زنان در ۲۵ آوریل و اعتراضات کنوانسیون ملی جمهوری خواهان در سال ۲۰۰۴ از ۳۰ اوت تا ۲ سپتامبر شرکت کرد.

### ۲۰۰۵–۰۶
ائتلاف پاسخ و اتحاد برای صلح و عدالت به طور مشترک از تجمعی در واشینگتن دی سی در ۲۴ سپتامبر ۲۰۰۵ حمایت کردند که تعداد شرکت کنندگان توسط پلیس ۱۵۰۰۰۰ نفر و توسط سازمان دهندگان ۳۰۰۰۰۰ نفر تخمین زده شد.
ائتلاف پاسخ با تظاهرات روز اول ماه مه ۲۰۰۶ در حمایت از حقوق مهاجران غیرقانونی که چندین میلیون نفر را در سراسر ایالات متحده بیرون آورد، شرکت داشت.
در اواخر ژوئن۲۰۰۶، ائتلاف پاسخ تظاهرات محلی را علیه تهاجم اسرائیل به غزه سازماندهی کرد و در آن شرکت کرد. اندکی پس از حمله اسرائیل به لبنان دو هفته بعد، ائتلاف پاسخ همراه با شورای ملی آمریکایی‌های عرب آمریکایی و جامعه مسلمانان آمریکا در ۱۲اوت ۲۰۰۶ فراخوانی برای اعتراض علیه "جنگ آمریکا و اسرائیل علیه مردم لبنان و فلسطین" آغاز کرد." سازمان دهندگان تخمین زدند که تظاهرات ۱۲اوت ۳۰۰۰۰معترض در واشینگتن، ۱۰۰۰۰در سانفرانسیسکو و ۵۰۰۰در لس آنجلس را به خود جلب کرد.

### ۲۰۰۷–۲۰۱۰

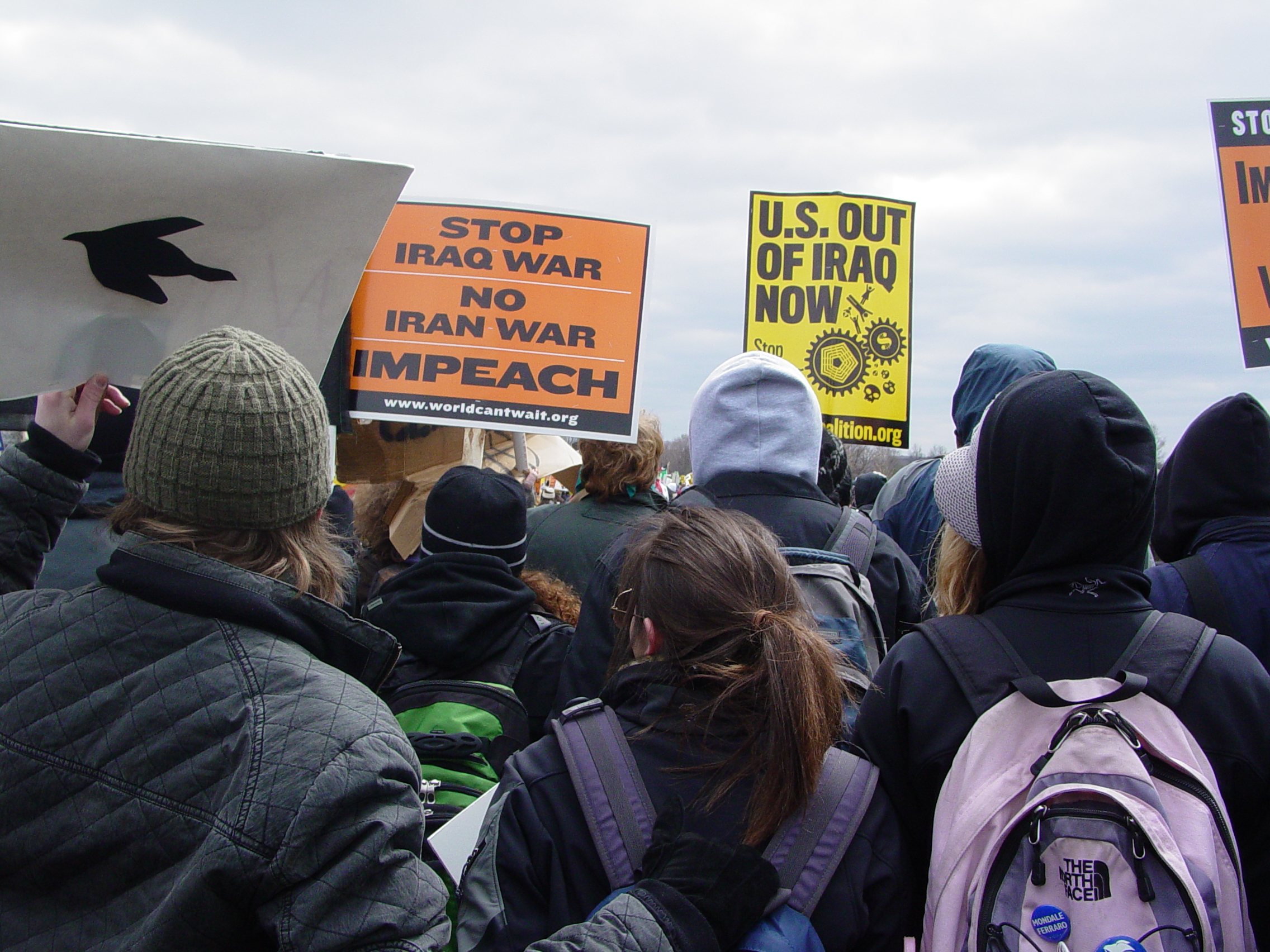
راهپیمایی در طول تظاهرات ضد جنگ ۱۷ مارس ۲۰۰۷ در واشینگتن دی سی

ائتلاف پاسخ تظاهرات ضد جنگ ملی را در سانفرانسیسکو و واشینگتن دی سی برای ۱۵ سپتامبر ۲۰۰۷ فراخواند. به گفته این گروه، تعداد شرکت کنندگان ۱۰۰۰۰۰ نفر بود.
ائتلاف پاسخ به گروه‌های دیگر پیوست تا تظاهرات ضد جنگ ۲۰ مارس۲۰۱۰ را در واشینگتن دی سی سازماندهی کند.

### ۲۰۱۰–۲۰۲۰
در پاسخ به تشدید تنش‌ها در عراق بین ارتش و دیپلمات‌های آمریکایی و شبه نظامیان شیعه عراقی در مکاتبه با ایران، ائتلاف پاسخ خواستار تظاهرات ملی علیه جنگ در عراق و تجاوز به ایران شد. فراخوان تظاهرات از طریق رسانه‌های اجتماعی در تاریخ ۱ ژانویه2020  علنی شد، اما اهمیت تظاهرات پیشنهادی در ۳ ژانویه۲۰۲۰، زمانی که ایالات متحده کاروانی از وسایل نقلیه را در فرودگاه بین‌المللی بغداد هدف قرار داد و بمباران کرد و کشته شد. ژنرال ایرانی قاسم سلیمانی و چند شخصیت کلیدی در نیروهای حشد الشعبی عراق از جمله معاون رئیس شبه نظامی ابومهدی المهندس. در ۴ ژانویه۲۰۲۰، بیش از ۷۰تظاهرات به رهبری ائتلاف پاسخ و سایر سازمان‌ها با هماهنگی ائتلاف پاسخ در سراسر ایالات متحده برگزار شد. تظاهرات از اندازه کوچکتر در شهرهای کوچک تا تجمعات بزرگ در شهرهایی مانند نیویورک و شیکاگو متغیر بود. تظاهرات واشینگتن دی سی شامل بازیگر زن جین فوندا  بود.

### ۲۰۲۱ - اکنون
ائتلاف پاسخ برای مجوز اصلاحیه اول درخواست داده‌است که در حال حاضر توسط خدمات پارک ملی برای تظاهرات در روز تحلیف جو بایدن در ۲۰ ژانویه۲۰۲۱ پردازش می‌شود.
ائتلاف پاسخ به طور فزاینده ای توجه خود را به درگیری فزاینده بین ایالات متحده و جمهوری خلق چین معطوف کرده‌است. برایان بکر، مدیر ملی ائتلاف پاسخ، یکی از تأیید کنندگان بیانیه مأموریت سازمان "محوری برای صلح" است، که سازمانی متشکل از "آمریکایی‌های نگران از همه اقشار جامعه است که در مخالفت با افزایش چشمگیر حرکت به سوی صلح گرد هم آمده‌اند. رویارویی آمریکا و چین». آنها همچنین با «نه جنگ سرد» بر روی رویدادها کار کرده‌اند، از جمله وبینار آنها، «برای یک اقیانوس آرام» بود که ائتلاف پاسخ اقدام به برگزاری آن کرد.
پس از کشته شدن چندین زن آسیایی در یک جنایت ناشی از نفرت در آتلانتا در ۱۶ مارس۲۰۲۱، ائتلاف پاسخ یک روز سراسری در اعتراض به جنایت نفرت ضد آسیایی ترتیب داد. ائتلاف پاسخ جنایات ناشی از نفرت را نتیجه خصومت فزاینده با چین می‌داند.

### آمار حضور و غیاب
ارقام ائتلاف پاسخ برای اندازه اعتراض مارس۲۰۰۷ بیشتر از ارقام مربوط به سانفرانسیسکو کرونیکل بود. ائتلاف پاسخ با سانفرانسیسکو کرونیکل در مورد اندازه آن تظاهرات درگیر مشاجره عمومی شد. پاسخ، ریچارد بکر، هماهنگ‌کننده منطقه ای غربی، در مقاله ای نوشت:
در حالی که ده‌ها هزار نفر از راهپیمایان ضد جنگ هنوز در روز یکشنبه، ۱۸مارس وارد مرکز مدنی سانفرانسیسکو می‌شدند. سازمان‌دهندگان خبر دریافت کردند که یک خبرنگار کرونیکل که این رویداد را پوشش می‌داد قبلاً تشخیص داده بود که تنها ۳۰۰۰نفر در آن حضور دارند. کم شماری تظاهرات مترقی در رسانه‌های اصلی چیز جدیدی نیست، اما این تظاهرات یک حس شعبده بازداشت.
بکر باتحلیل عرض و سرعت راهپیمایی همراه با زمان مورد نیاز برای عبور از یک نقطه معین، استدلال می‌کند که برآورد کرونیکل ' غیرممکن» است.
برخی از جناح چپ نیز ائتلاف پاسخ را به اغراق در حضور اعتراضی متهم کرده‌اند. یک سرمقاله کارگر سوسیالیست در اکتبر۲۰۰۷ که توسط تاد کرتین نوشته شد، اظهار داشت: «از هر کسی که با ائتلاف پاسخ کار کرده‌است بپرسید، و آنها به شما خواهند گفت که سازمان دهندگان آن همیشه تعداد افراد در راهپیمایی‌های خود را دو برابر می‌کنند. اخیراً ضریب ضرب افزایش یافته‌است." کرتین این را به عنوان "سرگردانی برای جنبش" توصیف می‌کند.

## سازمان‌های عضو
بسیاری از سازمان دهندگان اصلی ائتلاف پاسخ در زمان تأسیس ائتلاف پاسخ با مرکز اقدام بین‌المللی و حزب جهانی کارگران ارتباط داشتند.

## جنجال‌ها

### روابط درون جنبش ضد جنگ
تعداد کمی از گروه‌های برجسته ضد جنگ دیگر در ایالات متحده یا جاهای دیگر روابط رسمی با ائتلاف پاسخ دارند، اگرچه بسیاری از آنها در تظاهرات بزرگ تحت حمایت ائتلاف پاسخ شرکت کرده‌اند.
درمیان مخالفان چپگرای ایالات متحده در مورد تهاجم به عراق و افغانستان بحث‌های زیادی درمورد میزان تمایل یا عدم تمایل آنها به همکاری با ائتلاف پاسخ به دلیل وابستگی به آن وجود داشته‌است.
مایکل آلبرت و استفان آر. شالوم که در مجله ضد می‌نویسند استدلال می‌کنند که صرف نظر از دیدگاه‌های سیاسی برخی از سخنرانان در تظاهرات بزرگ ضد جنگ، «تا زمانی که دیگر سخنرانان بتوانند مواضع خود را با دیدگاهی متفاوت بیان کنند و انجام دهند، تأثیر کلی رویداد همچنان مثبت خواهد بود، به‌خصوص در غیاب گزینه‌های دیگر. بیشتر مردم حاضر در تظاهرات در واقع از اینکه دقیقاً چه کسی چه گفته‌است و آیا سخنران خاصی این یا آن نکته را حذف کرده‌است، بی اطلاع هستند. چیزی که آنها تجربه خواهند کرد یک اعتراض قدرتمند ضد جنگ خواهد بود. و بیشتر مردم نیز آن را اینگونه خواهند دید.»

#### شکستن با اتحاد برای صلح و عدالت
اگرچه ائتلاف پاسخ با اتحاد برای صلح و عدالت (UFPJ) برای برپایی راهپیمایی ۲۴ سپتامبر ۲۰۰۵ در واشینگتن دی سی کار کرد، بیانیه دسامبر ۲۰۰۵ توسط کمیته راهبری اتحاد برای صلح و عدالت می‌گوید که اتحاد برای صلح و عدالت "تصمیم گرفته‌است که دیگر با ائتلاف پاسخ در مورد یک مسابقه ملی هماهنگ نکند. مرحله. در این سند سه دلیل برای این تصمیم ذکر شده‌است:
1. ائتلاف پاسخ محدودیت‌های زمانی توافق شده را برای بخش‌های خود از راهپیمایی قبل از راهپیمایی رعایت نکرد.
2. ائتلاف پاسخ شروع ماه مارس را به تأخیر انداخت.
3. ائتلاف پاسخ داوطلبان زیادی را نشان نداد."

این سند می‌گوید که کمیته راهبری اتحاد برای صلح و عدالت دربارهٔ تصمیم خود مبنی بر عدم همکاری با ائتلاف پاسخ «اجماعی» نداشت، اما «بیش از دو سوم اکثریت فوق‌العاده داشت. ما هیچ توصیه یا دستوری در مورد این موضوع به گروه‌های عضو اتحاد برای صلح و عدالت در منطقه محلی یا حوزه انتخابیه نمی‌دهیم."
ائتلاف پاسخ در پاسخ گفت که "اتحاد برای صلح و عدالت علناً قصد خود را برای تقسیم جنبش اعلام کرده‌است" و اتحاد برای صلح و عدالت را به "حمله نادرست و زشت به ائتلاف پاسخ" و انجام این کار به دلایل "خجالت آور کوچک و حیرت آور بی اهمیت" متهم کرد. بیانیه ائتلاف پاسخ علاوه بر ارائه نسخه خود از رویدادهای مربوط به ۲۴سپتامبر، نشان دهنده برخی تفاوت‌های کمتر بی‌اهمیت بین گروه‌ها است: آنها اتحاد برای صلح و عدالت را به دلیل تمایلش به حمایت از ایده‌های سیاستمداران جریان اصلی، مانند جان مورتا، که از جنگ ناراضی هستند،انتقاد می‌کنند. پاسخ "تلاش برای تطبیق پیام جنبش مترقی برای خشنود کردن حمایت‌های مورد انتظار اما خیالی از سوی سیاستمداران را مضر می‌داند." ائتلاف پاسخ می‌پرسد،"چرا رهبری اتحاد برای صلح و عدالت می‌تواند با سیاستمداران امپریالیست "جبهه متحد" جوشان بسازد، اما نه ائتلاف پاسخ، که صدها هزارنفر را برای ترویج صلح واقعی و خودمختاری سازماندهی کرده‌است؟
در طول قابل توجهی، ائتلاف پاسخ استدلال کرد که انشعاب کنونی ریشه‌های تاریخی دارد، به «جنگ اول عراق در سال های۱۹۹۰–۱۹۹۱،[زمانی که] برخی از همان نیروهای رهبری که اکنون در اتحاد برای صلح و عدالت هستند، تصمیم به ایجاد دومین ائتلاف ضدجنگ گرفتند و بر راهپیمایی پافشاری کردند. تحت عنوان «تحریم‌های اقتصادی نه جنگ» در حالی که برخی از کسانی که امروز در رهبری ائتلاف پاسخ هستند استدلال می‌کردند که تحریم‌های اقتصادی جنگ است و در عین حال یک سلاح کشتار جمعی. ما مدعی بودیم که تحریم‌های اقتصادی علیه عراق منجر بنوعی نسل‌کشی علیه مردم عراق خواهد شد و تنها موضع صحیح جنبش ضدجنگ ایالات متحده این بود که «جنگ علیه عراق ممنوع شود» براساس آمار خود سازمان ملل، تحریم‌های اقتصادی درنهایت جان بیش از یک میلیون عراقی را گرفت که اکثر آنها کودکان زیر پنج سال بودند. سؤال جنبش ضد جنگ این است: آیا ما جنبشی می‌سازیم که به‌طور همه‌جانبه امپریالیسم را به چالش می‌کشد یا فقط با تاکتیک‌های خاصی که امپریالیسم به کار می‌گیرد، مانند تهاجم نظامی آشکار و یکجانبه مخالفیم؟»
در رابطه با دورنمای همکاری مجدد با اتحاد برای صلح و عدالت، ائتلاف پاسخ نوشت: «[ما] جبهه متحدی را که به ابتکار [ما] تشکیل شد به طرز چشمگیری موفق بوده‌است» و بعداً، «گروه‌های مختلف ممکن است شعارهای متفاوتی بر روی بنرهای خود داشته باشند، اما آنها باید تلاش کنند تا بر نیروهای لشکر غلبه کنند تا شانه به شانه در برابر دشمن واقعی حرکت کنند.»
اگرچه زبان بیانیه کمیته راهبری اتحاد برای صلح و عدالت باعث می‌شود که وقفه قطعی به نظر برسد، آنها اظهارات مشابهی (در رد کار آینده با ائتلاف پاسخ) در گذشته منتشر کرده‌اند تا بعداً با تظاهرات متحد موافقت کنند. تصمیم مه۲۰۰۵ در همین راستا - اعلام تظاهرات ۲۴سپتامبر جدا از تظاهرات آغاز شده توسط ائتلاف پاسخ زمانی که اتحاد برای صلح و عدالت با یک تظاهرات متحد ضد جنگ موافقت کرد، لغو شد. تظاهرات متحد قبلی بین این دو گروه در ۲۵ اکتبر۲۰۰۳ و ۲۰ مارس۲۰۰۴ برگزار شد.

### ضد صهیونیسم و ادعاهای یهودستیزی
اتحادیه ضد افترا از ائتلاف پاسخ به دلیل حمایت از حزب‌الله و حماس و حملات تروریستی به اسرائیل توسط این گروه‌ها و سایر گروه‌ها و همچنین موضع ضد صهیونیستی آن انتقاد کرده‌است. همچنین ائتلاف پاسخ را با ذکر نمونه‌هایی از نشانه‌هایی که توسط شرکت‌کنندگان درترویج تئوری‌های توطئه ضدیهودی و شیطان جلوه دادن اسرائیل برگزار می‌شود، بعنوان یک محیط ضدیهودی دربرخی از راهپیمایی‌های خود تقویت می‌کند. مؤسسه استفان راث گفته‌است که «محتوای ضد اسرائیلی و یهودستیزانه برخی از رویدادهای ائتلاف پاسخ را مشخص کرده‌است.»
شماره مه تا ژوئن۲۰۰۳ تیکون، یک مجله مترقی با منافع یهودی، حاوی بخش ویژه ای با عنوان استبداد و یهودستیزی در جنبش ضد جنگ بود؟ بگفته تیکون، «بسیاری از یهودیان گزارش می‌دهند که در تظاهرات ضد جنگی که توسط ائتلاف پاسخ سازماندهی شده بود، با چیزی که آنها تصور می‌کردند یهودی ستیز است مواجه می‌شدند.» تیکون تصورات یهودی‌ستیزی را بر این اساس توصیف کرد که اسرائیل برای انتقاد و شکست ائتلاف پاسخ مورد توجه قرار گرفته‌است. برای «به رسمیت شناختن یا حمایت از حق مردم یهود برای تعیین سرنوشت ملی.»
قابل ذکر است، نه انجمن گروه‌های زبان‌های خارجی، نه مؤسسه استفان راث، و نه تیکین هیچ پیام «یهودستیزی» از سخنگویان، شعارها یا رسانه‌های رسمی ائتلاف پاسخ را شناسایی نکردند و فقط به برخی از علائم و بنرهایی اشاره می‌کنند که توسط افرادی که در تظاهراتی که آنها سازماندهی کرده بودند حمل می‌کردند.
بر اساس پاسخ: «ما به شدت از هر گونه نژادپرستی و تعصب، از جمله یهودی‌ستیزی متنفریم. در عین حال، ما معتقد نیستیم که انتقاد از سیاست‌های دولت اسرائیل باید به‌عنوان یهودستیزی شناخته شود، همان‌طور که انتقاد از سیاست‌های دولت آمریکا باید برچسب ضدآمریکایی باشد.»
ائتلاف پاسخ با صدای یهودی برای صلح و دیگر گروه‌های یهودی مترقی مخالف یا منتقد اسرائیل کار می‌کند و ادامه می‌دهد.

### مهاجرت و اول ماه مه ۲۰۰۶
علاوه بر فعالیت‌های ضد جنگ، ائتلاف پاسخ در دفاع از حقوق مهاجران غیرقانونی مشارکت دارد و معتقد است که همه مهاجرت‌ها باید قانونی باشد. ائتلاف پاسخ از طریق اعتراضات علیه گروه «کشور ما را نجات دهید»، یک گروه اعتراضی ضد مهاجرت غیرقانونی مستقر در کالیفرنیا، و پروژه دقیقه، گروهی که در مرز ایالات متحده و مکزیک گشت زنی می‌کند تا از عبور غیرقانونی مرزها جلوگیری کند، درگیر فعالیت‌های حقوق مهاجران شد، و ائتلاف پاسخ آن را به عنوان تمرین هوشیاری نژادپرستانه این اعتراضات بلافاصله پس از تأسیس گروه دقیقه در آوریل ۲۰۰۵ آغاز شد. ائتلاف پاسخ معمولاً سازمان دهنده اصلی این اعتراضات نبوده‌است، اما فعالانه از آنها حمایت کرده‌است. به عنوان مثال، ائتلاف پاسخ به سازماندهی تظاهرات ضد تظاهراتی که توسط گروه‌های راستگرا در الحمرا، کالیفرنیا در ۲۱ ژوئن ۲۰۰۵ برگزار شد، کمک کرد. در ساکرامنتو، کالیفرنیا در ۲۹ اوت 2005. در لس آنجلس در ۷ ژانویه 2006. و در بربنک، کالیفرنیا در ۲۱ ژانویه 2006
ائتلاف پاسخ همچنین در تظاهرات بسیار بزرگتر در مخالفت با لایحه سنسنبرنر و حمایت از قانونی سازی مهاجران غیرقانونی که از مارس ۲۰۰۶ در سراسر ایالات متحده رخ داده‌است، شرکت داشته‌است. ائتلاف پاسخ سازمان دهنده اصلی تظاهرات بزرگ اولیه در شیکاگو، لس آنجلس و دالاس در اواخر مارس و اوایل آوریل نبود، اما آنها را تأیید کرد. ائتلاف پاسخ در ترویج اعتصاب و بایکوت روز اول ماه مه " روز بدون مهاجر " برجسته تر بود، زیرا این فراخوان در جنبش حقوق مهاجران بحث‌برانگیز بود و به شکاف فزاینده بین طرفداران چپ و میانه‌روهایی که معتقد به اعتصاب و اعتصاب بودند کمک کرد. تحریم نتیجه معکوس خواهد داشت.
موضع ائتلاف پاسخ در سمت چپ این موضوع انتقاداتی را به دنبال داشت. جیمی کنتراس، رئیس ائتلاف مهاجران سرمایه ملی و رئیس اتحادیه بین‌المللی کارکنان خدمات محلی در واشینگتن دی سی، در رابطه با پاسخ به واشینگتن پست گفت: «گروه‌هایی که هیچ کاری در زمینه مهاجرت انجام نداده‌اند، دلیلی ندارند که دماغ خود را به آنجا بچسبانند. آن تعلق ندارد.. آنها کاری ندارند که بگویند "بیایید اعتصاب کنیم" در حالی که بار سنگینی بر دوش گروه‌های مهاجر ایجاد می‌کند. آنها باید در جعبه خود بمانند." برایان بکر، هماهنگ‌کننده ملی ائتلاف پاسخ، پاسخ داد که ائتلاف پاسخ در درازمدت درگیر مهاجرت بوده‌است و «ما فقط بخشی از ائتلاف هستیم؛ ما اصلاً آن را رهبری نمی‌کنیم… هر آنچه جامعه حقوق مهاجران خواستار آن است، همان چیزی است که ما از آن حمایت می‌کنیم.»

### درگیری با دولت شهر دی سی بر سر پوسترها
در اوت۲۰۰۷، دپارتمان فواید عمومی منطقه کلمبیا ادعا کرد که ائتلاف پاسخ با گذاشتن علائم، تبلیغات راهپیمایی ضدجنگ ۱۵سپتامبر، روی جعبه‌های ابزار و استفاده از چسبی که جدا کردن آن دشوار است، قوانین شهر را زیر پا گذاشت. علاوه بر این، سرویس پارک ملی، که مدیریت بسیاری از پارک‌ها در ناحیه کلمبیا را بر عهده دارد، ادعا کرد که این تابلوها تخریب اموال فدرال است و به گروه دستور داد تا علائم را حذف کنند یا هزینه حذف آنها را بپردازند. ائتلاف پاسخ با بیان اینکه چسب استفاده شده خمیر قانونی و محلول در آب بوده و اقدامات شهر «با انگیزه سیاسی» بوده، از حذف تابلوها خودداری کرد. این گروه گفت که هرگونه جریمه بدون مبنای قانونی خواهد بود و در صورت اعمال جریمه، درخواست تجدید نظر خواهند کرد.ائتلاف پاسخ از شهر در دادگاه فدرال شکایت کرد تا شهر را از اجرای قوانین خود بازدارد تا زمانی که یک «سیستم مجاز و بدون تبعیض از نظر قانون اساسی» برای تعیین قوانین مربوط به ارسال تابلو ایجاد کند. یکی از سخنگویان ائتلاف پاسخ اظهار داشت که آنها حمایت تبلیغاتی را به دست آوردند و قصد داشتند به رغم تلاش‌های شهر، به ارسال پوسترها، برچسب‌ها و بنرهای بیشتری ادامه دهند.